# أمينة كلودين مايرز
أمينة كلودين مايرز (بالإنجليزية: Amina Claudine Myers)‏ هي مغنية وعازفة الجاز وملحنة وعازفة بيانو أمريكية، ولدت في 21 مارس 1942.

## وصلات خارجية
- أمينة كلودين مايرز على موقع ميوزك برينز (الإنجليزية)
- أمينة كلودين مايرز على موقع أول ميوزيك (الإنجليزية)
- أمينة كلودين مايرز على موقع ديسكوغز (الإنجليزية)